# Macao Basic Law
Das Macao Basic Law (chinesisch 中華人民共和國澳門特別行政區基本法 / 中华人民共和国澳门特别行政区基本法; portugiesisch Lei Básica da Região Administrativa Especial de Macau da República Popular da China) ist das verfassungsgebende Dokument der chinesischen Sonderverwaltungszone Macau; es ersetzte das sogenannte Estatuto Orgânico de Macau. Das Basic Law steht rechtlich gesehen unter der Verfassung der Volksrepublik China. Es wurde am 31. März 1993 durch den Nationalen Volkskongress verabschiedet und vom damaligen Präsidenten der Volksrepublik China, Jiang Zemin, verkündet. Mit der Rückgabe Macaus von Portugal an China trat das Basic Law am 20. Dezember 1999 in Kraft.

## Geschichte
Ende des 20. Jahrhunderts war Macao die letzte Kolonie Portugals in China und für China war es die letzte Kolonie einer fremden Macht innerhalb der eigenen Staatsgrenzen.
Wie in der Gemeinsamen Erklärung zwischen der Volksrepublik China und der Republik Portugal festgehalten wurde, musste eine gesetzliche Grundlage für Macao geschaffen werden. Hierbei war es jedoch wichtig, dass das Prinzip „Ein Land, zwei Systeme“ gewahrt wird, womit für Macao und auch für Hongkong eine Art „Mini“-Verfassung geschaffen werden musste. Am 25. Oktober 1988 trat das Komitee für den Entwurf des Basic Laws erstmals zusammen. Es bestand aus insgesamt 48 Personen, wobei 19 aus Macao kamen und die restlichen 29 Mitglieder aus der Volksrepublik China. Bereits im Mai 1989 wurde das Konsultativkomitee für das Basic Law eingeführt, es bestand aus 90 Mitgliedern, die alle aus Macao stammten, der stellvertretende Vorsitzende war Edmund Ho, der später zum ersten Regierungschef von Macau gewählt wurde. Am 15. Juli 1991 wurde der erste Entwurf des Basic Law der Öffentlichkeit vorgestellt und am 31. März vom Nationalen Volkskongress verabschiedet.

## Aufbau
Das Basic Law basiert strikt auf dem Prinzip „Ein Land, zwei Systeme“ und folgt damit grob dem Aufbau des Hongkong Basic Law. In der Präambel wird der Prozess der Rückgabe Macaos kurz geschildert, sowie hervorgehoben, dass die Wiedervereinigung mit der Volksrepublik in der Verfassung Chinas in Artikel 31 festgeschrieben ist. Weiterhin ist das Basic Law in 9 Kapitel aufgeteilt sowie 3 Annexe.
Neben der Beschreibung der Flagge und des Wappens Macaus werden im 1. Kapitel die Leitbilder und generellen Prinzipien Macaus festgehalten. So wird unter anderem in Artikel 1 festgestellt, dass Macau ein untrennbarer Teil der Volksrepublik China ist. Artikel 5 betont die strikte Einhaltung des kapitalistischen Systems für 50 Jahre und keine Praktizierung des Sozialismus. Das 2. Kapitel regelt die Beziehungen zwischen den Zentralbehörden in China und den lokalen Behörden in Macau. Unter Artikel 13 wird geregelt, dass Auswärtige Angelegenheiten und Verteidigung von der Volksrepublik China wahrgenommen werden, wohingegen alle anderen Bereichen der Verwaltung und Administration von der Regierung Macaus ausgeführt werden. Die Rechte und Pflichten der Bürger werden um 3. Kapitel geregelt und genauer beschrieben. Hierbei ist besonders Artikel 24 hervorzuheben, der beschreibt, unter welchen Voraussetzungen jemand Bürger von Macau werden kann. Kinder haben beispielsweise nur dann den Anspruch auf einen Pass, wenn ihre Eltern vor der Geburt bereits Bürger Macaus waren. Ähnlich wie im Hongkong Basic Law, werden die politischen Strukturen (Regierungschef von Macau, Gesetzgebung, Regierung, Gerichte etc.) beziehungsweise deren Aufgaben und Arbeitsweisen im 4. Kapitel beschrieben.